# Ротерія (Ясси)
Ротерія (рум. Rotăria) — село у повіті Ясси в Румунії. Входить до складу комуни Чортешть.
Село розташоване на відстані 309 км на північний схід від Бухареста, 33 км на південний схід від Ясс.

## Населення
За даними перепису населення 2002 року у селі проживали 424 особи, усі — румуни. Усі жителі села рідною мовою назвали румунську.